# جبل أيانغانا
جبل أيانغانا هو أعلى جبل في غيانا ويقع بالكامل في أراضيها . يبلغ ارتفاعه 2042 متر ( فوق مستوى سطح البحر ) أي حوالي 6696 قدم ..